# علي الشالوبي
علي الشالوبي (1964-) ممثل ومخرج  إماراتي.

## عن حياته
من مواليد مدينة خورفكان بالشارقة عام 1964 استهل مشواره المسرحي في أواخر السبعينيات 1979 حيث انتسب لمسرح صقر الرشود برأس الخيمة مسرح راس الخيمة الوطني حاليا ونشط في المسرح أكثر بعد تخرجه في قسم علوم اللغة والشريعة بالمعهد العلمي الإسلامي التابع لجامعة الإمام محمد بن سعود بمدينة رأس الخيمة. ثم التحق بمسرح خورفكان الشعبي عام 1981 ثم مسرح دبا الفجيرة عام1989
ثم مسرح دبا الحصن عام 1990. وكذلك مسرح خورفكان للفنون عام 1988 وهو من مؤسسي مسرح خورفكان للفنون. كما ساهم في تأسيس مسرح دبا الفجيرة ومسرح دبا الحصن ومسرح دبا البيعة في سلطنة عمان.

## أعماله الفنية

### المسلسلات التلفزيونية
- دبي لندن دبي 2015 - مسلسل
- القياضة 2015 - مسلسل الجزء الثاني
- ريح الشمال 2012 - مسلسل الجزء الثالث
- كريمة 2011 - مسلسل
- أوراق الحب 2010 - مسلسل الجزء الأول
- متعب القلب 2010 - مسلسل
- للأسرار خيوط 2009 - مسلسل
- حاير طاير 2008 - مسلسل الجزء الخامس
- احلوت 2008 - مسلسل
- أبلة نورة 2008 - مسلسل
- جمرة غضى 2006 - مسلسل
- حاير طاير ج3-مسلسل-2002
- حاير طاير ج4-مسلسل-2005
- خليل في مهب الريح- مسلسل - 2000

وغيرها الكثير.

## التكريمات و الجوائز
- جائزة رواد الحركة المسرحية بخورفكان في العام 1998.
- جائزة الرواد المسرحيين الإماراتيين في العام 1999 وجائزة الشخصيات الداعمة للحركة المسرحية بدبا الفجيرة في العام 2002.
- جائزة الشخصيات المؤثرة بالحركة المسرحية والفنية في العام 2003 من حكومة الفجيرة.
- جائزة الأشخاص الداعمين فنيا لمدينة الشارقة للخدمات الإنسانية في العام 2004 من حكومة الشارقة من مدينة الشارقة للخدمات الإنسانية.
- جائزة مهرجان الوفاء المسرحي الأول في العام 2010 من مسرح الفجيرة القومي.[5]
- جائزة الشخصية المسرحية لعام 2012 بالإمارات من جمعية دبا الحصن للثقافة.[6]